# 1996年中国大陆
| 中国历史 / 中国历史年表 |
| 世紀： 19世纪中国 / 20世纪中国 / 21世纪中国 |
| 年代： 1960年代中国大陆 / 1970年代中国大陆 / 1980年代中国大陆 / 1990年代中国大陆 / 2000年代中国大陆 / 2010年代中国大陆 / 2020年代中国大陆                     |
| 年份： 1992年中国大陆 / 1993年中国大陆 / 1994年中国大陆 / 1995年中国大陆 / 1996年中国大陆 / 1997年中国大陆 / 1998年中国大陆 / 1999年中国大陆 / 2000年中国大陆 |
| 纪年： 丙子年（鼠年）、中华人民共和国成立47周年 |

## 黨和國家領導人

### 最高領導人
- 中國共產黨中央委員會總書記：江澤民

### 國家元首
- 中華人民共和國主席：江澤民

### 政府首腦
- 中華人民共和國國務院總理：李鵬

### 国会议长
- 全国人民代表大会常务委员会委员长：乔石
- 中国人民政治协商会议全国委员会主席：李瑞环

## 大事記
- 1月1日，深圳合资企业圣诞饰品有限公司火灾，19人死亡，37人受伤。电影频道（CCTV-6）在全国播出。同日，中國第一座發現的海上天然氣田-崖城13-1氣田正式啟用[1]。
- 1月19日，江蘇省南京市發生南京大學碎屍案。
- 1月21日，中國北京西站落成啟用。
- 1月28日，中國人民解放軍駐香港部隊組建完成，並於翌日首度公開亮相。
- 1月31日，湖南省邵阳市城南乡祭旗村留职停薪人员何耿等人非法买卖、运输、加工黑索金炸药，发生爆炸，死亡122人，伤117人。
- 2月1日，国务院第195号令发布《中华人民共和国计算机信息网络国际联网管理暂行规定》。
- 2月3日，丽江市发生7级地震，共有309人死亡，4070人重伤，12987人轻伤，7.86亿（一说30.5亿）元人民币的直接损失。
- 2月4日至11日，黑龍江省哈爾濱市舉行第三屆亞洲冬季運動會。
- 2月9日8时，从浙江省象山县石浦镇客运码头驶往三门县海游镇客运码头的三门县航运公司“浙三机3号”客船。停靠象山县高塘乡三门口码头，离开时超载，驶至蛇盘山以东海域处，右倾翻沉。附近渔民救起10人（其中2人死亡），另有2人游至岸边生还。共计死亡55人，失踪11人，直接经济损失227.2万元。
- 2月15日，长征三号乙运载火箭搭载國際通訊衛星在西昌衛星發射中心首次发射中失敗，起飞约2秒后由于导航系统故障导致火箭在飞行中倾斜翻转，约22秒后头部撞到离发射架1200米处的山坡上，发生猛烈爆炸。事故中星箭全损，基本没有留下大件残骸，造成6人死亡，57人受傷，毁伤發射基地居住區房屋80余间，由於居民已疏散，所以傷亡者多為技術人員。此事件为中国航天史上伤亡最严重的事故。初期，中共稱失敗原因為「有不明突風吹襲」[2]，後故障原因查明为惯性基准大回路里的一个电子元件失效，造成惯性基准傾斜，火箭姿態錯誤。

- 3月8日，中國於台灣沿海進行第一波的飛彈演習。
- 3月18日，中國人民解放軍於台灣舉行首次直選前夕，於台灣海峽舉行三軍聯合演習。
- 4月12日到5月27日，公安民警在阿克苏、乌鲁木齐、喀什等地，与东突人员六次枪战，东突人员死亡18人，伤13人。
- 4月24日－26日，中俄两国元首签署《中俄联合声明》。
- 5月3日，包头市发生6.4级地震，共造成26人死亡，虽然人员伤亡不大，但经济损失很严重。
- 5月21日18时11分，河南平顶山煤矿十矿井瓦斯爆炸，84人死亡，68人受伤，直接经济损失近千万元。
- 6月2日，秦山核电站二期主体工程开工。设计装机容量两台６５万千瓦压水堆核电机组，总投资148亿元，电站设计寿命为40年。
- 6月4日，国务院新闻办公室发表《中国的环境保护》白皮书。
- 6月8日，中国进行了首次也是迄今为止唯一一次引爆多弹头的核试验，这也是中国的第44次（倒数第二次）核试验。[3]
- 6月26日，天津津西大华化工厂发生爆炸事故，死亡19人，受伤14人，直接经济损失120多万元；[4]
- 6月29日，四川省简阳市禾丰镇丙灵村七社禾丰镇永兴火炮厂火灾引发花炮爆炸，死亡39人，重伤9人，轻伤40人，直接经济损失300万元左右。
- 7月5日，八届全国人大常委会第二十次会议通过并公布《中华人民共和国拍卖法》
- 7月17日凌晨，深圳市宝安南路端溪酒店二楼肥肥火锅城火灾。烧损65平方米，30人死亡，13人受伤（重伤2人），直接经济损失13.84万元。
- 7月29日,中国最后一次核试验（地下核试验），中国政府宣布次日起暂停核试验。
- 8月18日，四川省西昌卫星发射中心发射长征三号运载火箭，载荷中星七号通信卫星。火箭起飞后卫星未能进入预定轨道，发射失败[5]。
- 9月1日，京九铁路通车。《中华人民共和国职业教育法》正式施行
- 11月20日，中华人民共和国国务院公布第四批全国重点文物保护单位，共250处，另有12处与已有全国重点文物保护单位合并的项目[6]。
- 11月27日，山西省大同市新荣区郭家窑乡东村煤矿瓦斯爆炸死亡114人。
- 12月1日，贵州省安顺汽车运输公司贵G/0111大型客车超载、车祸，死亡41人（含驾驶员、售票员）、伤31人、车辆报废。